# 8 Ursae Minoris
Désignations
8 Ursae Minoris, aussi nommée Baekdu, est une étoile située dans la constellation de la Petite Ourse. Cette étoile géante est de type spectral K0III et sa distance est de ∼ 533 a.l. (∼ 163 pc).
Sa masse est d'environ 1,8 masse solaire, pour un rayon estimé à dix fois celui du Soleil.
Une planète est connue autour de cette étoile : 8 Ursae Minoris b, autrement nommée Halla.

## Nom
L'étoile est nommée Baekdu, d'après le mont Paektu ("Baekdu" est une variante d'écriture), le point culminant de la Corée du Nord et plus généralement de la Corée. Ce nom a été officialisé par l'Union astronomique internationale le 17 décembre 2019.
La planète 8 UMi b est elle nommée Halla, d'après le mont Halla, le point culminant de la Corée du Sud.

## Système planétaire
Autour de 8 Ursae Minoris se trouve une planète, 8 UMi b (aussi référencée en tant que HD 133086 b et nommée Halla), découverte en 2015 par la méthode des vitesses radiales. Cette planète, vraisemblablement une géante gazeuse, a une masse estimée à 1,5 MJ. Le demi-grand axe de l'orbite de 8 UMi b est de 0,49 UA, la plaçant à la limite des Jupiter chauds.